# Canton (Mississippi)
Canton is een plaats (city) in de Amerikaanse staat Mississippi, en valt bestuurlijk gezien onder Madison County.

## Demografie
Bij de volkstelling in 2000 werd het aantal inwoners vastgesteld op 12.911.
In 2006 is het aantal inwoners door het United States Census Bureau geschat op 12.578, een daling van 333 (-2,6%).

## Geografie
Volgens het United States Census Bureau beslaat de plaats een oppervlakte van
48,5 km², waarvan 48,2 km² land en 0,3 km² water. Canton ligt op ongeveer 71 m boven zeeniveau.

## Plaatsen in de nabije omgeving
De onderstaande figuur toont nabijgelegen plaatsen in een straal van 32 km rond Canton.

## Geboren in Canton
- Sonny Landreth (1951), bluesgitarist